# 惠頓鎮區 (密蘇里州巴里縣)
惠頓鎮區（英語：Wheaton Township）是位於美國密蘇里州巴里縣的一個行政鎮區。

## 地方資料
惠頓鎮區的面積為37.78平方千米，皆為陸地。根據2020年美國人口普查的數據，當地共有人口864人，而人口密度為每平方千米22.87人。